# جيني بي. ونايت
جيني بي. ونايت (بالإنجليزية: Jennie B. Knight)‏ هي مبشرة أمريكية، ولدت في 13 ديسمبر 1875 في سبانيش فورك في الولايات المتحدة، وتوفيت في 31 مارس 1957 في بروفو في الولايات المتحدة.